# Théodore Sivel
Théodore Sivel, né le 18 novembre 1834 au mas Pigné, à Sauve (Gard), et mort en vol le 15 avril 1875 à Ciron (Indre), est un officier de marine et aéronaute français.

## Biographie
Fils d'Alexandre Sivel et Caroline Brès, une famille protestante, Théodore Henri Sivel naît à Pignet, à un kilomètre au sud-est de Sauve, dans la maison familiale.
À 14 ans, il embarque pour les mers lointaines et navigue pendant près de vingt ans, faisant plusieurs fois le tour du monde. Il devient capitaine au long cours. Il fait partie de la députation française qui assiste au couronnement de Radama, roi de Madagascar.
Vers 1866, l'officier de marine attiré par la navigation aérienne abandonne les mers pour les airs. 
En 1867, il épouse à Berne Marie Poitevin qui meurt l'année suivante à Naples.
Il se met au service de la France lors de la guerre franco-prussienne de 1870.
En 1872, il entre au service de la Société de Navigation aérienne de Paris et attire sur lui l'attention du monde scientifique en présentant son projet d'« exploration du pôle Nord en aérostat ». Il invente plusieurs accessoires de perfectionnement comme le guide-rope à flotteurs ou l'ancre-cône,. Il effectue près de 200 ascensions dont la première le 26 avril 1872,.
Le 22 mars 1874, avec l'ingénieur Joseph Crocé-Spinelli, il réalise une ascension en ballon (l'Étoile polaire) à une altitude de 7 400 mètres, de l'usine à gaz de La Villette à Bar-sur-Seine. Cette ascension permit de tester l'utilisation de l'oxygène (appareillage mis au point par Paul Bert) et de faire des observations astronomiques (savoir si l'atmosphère altère les observations du soleil et des étoiles effectuées depuis le sol) au moyen d'un appareil construit par Jules Janssen,.
Les 23 et 24 mars 1875, sous l'égide de Paul Bert, il participe en tant que capitaine de bord au vol record de durée du Zénith (22 h 40) de Paris à Arcachon,. Cet exploit classe les trois aéronautes au rang de héros.
Le 15 avril 1875, il part à bord du même ballon avec Joseph Crocé-Spinelli et Gaston Tissandier près de l'usine à gaz du quartier de la Villette, dans le 19e arrondissement de Paris, et meurt asphyxié (hypoxie) à Ciron avec Crocé-Spinelli, lors de cette nouvelle ascension destinée à battre le record d'altitude à bord du Zénith, à laquelle seul Gaston Tissandier (1843 - 1899) survivra. La catastrophe est due à un manque de précaution, à l'ignorance dans laquelle ils étaient des troubles liés à une altitude supérieure à 8 000 m et à la trop grande rapidité d'ascension du Zénith. Tissandier décrit lui-même son aventure et celle de ses amis dans La Nature et L'Aéronaute. « Durant la grande guerre, Maurice Dreyfous, qui avait été l'éditeur de Gaston Tissandier, écrira dans un livre de souvenirs que ce grand aéronaute lui aurait révélé certains détails sur la catastrophe du Zénith qu'il avait jusqu'alors volontairement cachés au public. Et l'on apprend que ce serait Sivel, et non Crocé-Spinelli, qui serait à l'origine de la brusque et mortelle remontée du ballon. Celui-ci, qui avait la charge de contrôler à chaque instant sur le baromètre l'altitude du ballon, aurait été victime de sa myopie et aurait cru lire que l'aérostat allait toucher terre. Et c'est lui qui aurait alors lancé par-dessus bord tout ce qui s'était trouvé à sa portée.
« Dans tous les dessins de la catastrophe..., la forme réelle de la nacelle du Zénith a été remplacée par une nacelle carrée de construction moins grossière et plus avantageuse ».
Au moment de sa mort à 40 ans, Sivel laisse Marie, une fillette orpheline de six ans,. Une souscription nationale recueille près de 10 000 francs pour les deux familles endeuillées.

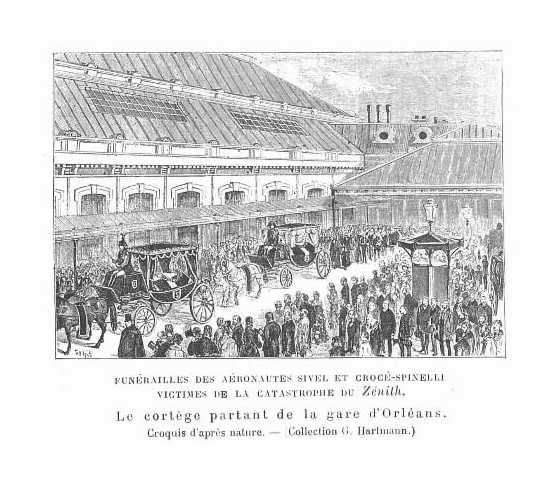
Funérailles des aéronautes Sivel et Crocé-Spinelli, 20 avril 1875.

Considérés comme des héros de la Science, Sivel et Crocé-Spinelli reçoivent à Paris des funérailles suivies par plus de vingt mille personnes dont le cortège part de la gare d'Orléans pour se rendre au cimetière du Père-Lachaise, en passant par le temple de l'Oratoire du Louvre où la cérémonie est présidée par le pasteur Dide,. Sivel est enterré section 71, sous un gisant exécuté (1878) par le statuaire Alphonse Dumilatre qui le représente allongé sur le dos tenant par la main son malheureux camarade de vol.

## Hommage
- Une rue du 14e arrondissement de Paris a été nommée rue Sivel en 1896.
- Un monument commémoratif de l'accident conçu par l'architecte Albert Tissandier (frère de Gaston TIssandier) se présente sous la forme d'un obélisque en pierre entouré d'une grille rue de Église Saint-Georges à Ciron[12],[13].
- La place de la mairie de son village natal porte son nom ; une plaque est apposée sur sa maison natale.
- En 1975, un ballon a été lancé depuis le stade de Sauve pour célébrer le centenaire de la mort de l'aéronaute.